# Капинополис
Капинополис (порт. Capinópolis) — муниципалитет в Бразилии. входит в штат Минас-Жерайс. Составная часть мезорегиона Триангулу-Минейру-и-Алту-Паранаиба. Входит в экономико-статистический микрорегион Итуютаба, который входит в Триангулу-Минейру-и-Алту-Паранаиба. Население составляет 13 917 человек на 2006 год. Занимает площадь 621,159 км². Плотность населения — 22,4 чел./км².
Праздник города — 15 июня.

## История
Город основан 12 декабря 1953 года. 

## Статистика
- Валовой внутренний продукт на 2003 год составляет 106 409 899,00 реалов (данные: Бразильский институт географии и статистики).
- Валовой внутренний продукт на душу населения на 2003 год составляет 7525,45 реалов (данные: Бразильский институт географии и статистики).
- Индекс развития человеческого потенциала на 2000 год составляет 0,766 (данные: Программа развития ООН).

## География
Климат местности: тропический.